# Lijst van voetbalinterlands Qatar - Slovenië
Deze lijst van voetbalinterlands is een overzicht van alle officiële voetbalwedstrijden tussen de nationale teams van Qatar en Slovenië. De landen speelden tot op heden drie keer tegen elkaar. De eerste ontmoeting, een vriendschappelijke wedstrijd, gespeeld op 3 maart 2010 in Maribor. Het laatste duel, eveneens een vriendschappelijke wedstrijd, vond plaats in Ar Rayyan op 29 maart 2022.

## Wedstrijden
| № | Plaats    | Datum         | Competitie        | Wedstrijd        | Uitslag |
| - | --------- | ------------- | ----------------- | ---------------- | ------- |
| 1 | Maribor   | 3 maart 2010  | Vriendschappelijk | Slovenië – Qatar | 4 – 1   |
| 2 | Doha      | 30 maart 2015 | Vriendschappelijk | Qatar – Slovenië | 1 – 0   |
| 3 | Ar Rayyan | 29 maart 2022 | Vriendschappelijk | Qatar − Slovenië | 0 − 0   |

## Samenvatting
| Competitie        | Totaal gespeeld | Winst Qatar | Gelijk | Winst Slovenië | Doelsaldo Qatar – Slovenië |
| ----------------- | --------------- | ----------- | ------ | -------------- | -------------------------- |
| Vriendschappelijk | 3               | 1           | 1      | 1              | 2 − 4                      |
| Totaal            | 3               | 1           | 1      | 1              | 2 − 4                      |

## Details

### Eerste ontmoeting
De eerste ontmoeting tussen de nationale voetbalploegen van Qatar en Slovenië vond plaats op 3 maart 2010. Het vriendschappelijke duel, bijgewoond door 4.900 toeschouwers, werd gespeeld in Ljudski vrt in Maribor en stond onder leiding van scheidsrechter Pol van Boekel uit Nederland. Hij deelde een gele kaart uit. Het aanvangstijdstip was 19:45 uur. Bij Slovenië maakten doelman Aleksander Šeliga (Sparta Rotterdam) en Dejan Kelhar (Cercle Brugge) hun debuut voor de nationale ploeg.
| Vriendschappelijk (Maribor, Slovenië, 3 maart 2010): |              | |
| Slovenië | 4 – 1        | Qatar |
| Milivoje Novakovič 14' Boštjan Cesar 30' Andraž Kirm 34' Bojan Jokić 66' | goals        | 41' Fábio César |
| Matjaž Kek | bondscoach   | Bruno Metsu |
| Samir Handanovič 70' Marko Šuler Boštjan Cesar 78' Mišo Brečko 65' Aleksandar Radosavljevič 65' Robert Koren Bojan Jokić Andraž Kirm Valter Birsa 65' Milivoje Novakovič Zlatko Dedič 56' | opstellingen | 81' Qasem Burhan Khaled Saleh Ahmed Al Binali Mohammed Kasola Ibrahim Al Ghanim 46' Abdulrab Al Yazidi 68' Fábio César Mohammed Harees Sebastián Soria 46' Khalfan Ibrahim 68' Ali Hasan Yahya |
| Zlatan Ljubijankič 56' Branko Ilić 65' Rene Krhin 65' Mirnes Šišić 65' Aleksander Šeliga 70' Dejan Kelhar 78'                                                                             | wissels      | 46' Musa Haroon 46' Fadhel Omar 68' Mohammad Mohammadi 68' Hamid Ismail 81' Saad Al Sheeb |
| | gele kaarten | 70' Mohammed Kasola |

### Tweede ontmoeting
| Vriendschappelijk (Doha, Qatar, 30 maart 2015): |              | |
| Qatar | 1 – 0        | Slovenië |
| Abdelkarim Fadlalla 46' | goals        | |
| Djamel Belmadi | bondscoach   | Srečko Katanec |
| Saad Al Sheeb Mohammed Kasola Abdelkarim Fadlalla 72' Abdulrahman Issa Ahmed El Sayed 86' Khalid Muftah Abdulaziz Hatem Ali Assadalla 75' Mohammed Trésor Abdullah Ismaeel Mohammad 89' Mohammed Muntari 82' | opstellingen | Jan Oblak 77' Andraž Struna Siniša Anđelković 65' Dominic Maroh Aleš Mertelj 59' Dejan Lazarevič Petar Stojanovič Kevin Kampl 55' Rajko Rotman 77' Benjamin Verbič 46' Tim Matavž |
| Magid Mohamed 72' Khalfan Ibrahim 75' Yusef Ali 82' Hussain Ali Shehab 86' Dame Traoré 89' Amine Lecomte Mosaab Mahmoud Mohammed Musa Nasser Al Khalfan                                                      | wissels      | 46' Robert Berič 55' Roman Bezjak 59' Nik Omladič 65' Luka Krajnc 77' Mišo Brečko 77' Andraž Kirm Nejc Vidmar Jasmin Kurtić Josip Iličič                                          |
| Ahmed El Sayed 38' | gele kaarten | 51' Kevin Kampl |
| - Debuut van Luka Krajnc (AC Cesena), Nik Omladič (Eintracht Braunschweig) en Benjamin Verbič (NK Celje) voor Slovenië.                                                                                      |              | |

QFA · A-internationals · Bondscoaches · Statistieken · Qatarees vrouwenelftal · Qatar U21 · Qatar U20 · Qatar U19 · Qatar U18 · Qatar U17
1970 – 1979 ·
1980 – 1989 ·
1990 – 1999 ·
2000 – 2009 ·
2010 – 2019 ·
2020 − 2029
OS 1984 · 
OS 1992
1970 · 
1971 · 
1972 · 
1973 · 
1974 · 
1975 · 
1976 · 
1977 · 
1978 · 
1979 · 
1980 · 
1981 · 
1982 · 
1983 · 
1984 · 
1985 · 
1986 · 
1987 · 
1988 · 
1989 · 
1990 · 
1991 · 
1992 · 
1993 · 
1994 · 
1995 · 
1996 · 
1997 · 
1998 · 
1999 · 
2000 · 
2001 · 
2002 · 
2003 · 
2004 · 
2005 · 
2006 · 
2007 · 
2008 · 
2009 · 
2010 · 
2011 · 
2012 · 
2013 · 
2014 ·
2015 ·
2016 ·
2017 ·
2018 ·
2019 ·
2020 ·
2021 ·
2022 ·
2023 ·
2024
Afghanistan ·
Albanië ·
Algerije ·
Andorra ·
Argentinië ·
Australië ·
Azerbeidzjan ·
Bahrein ·
Bangladesh ·
België ·
Bhutan ·
Bosnië en Herzegovina ·
Brazilië .
Bulgarije ·
Burkina Faso ·
Cambodja ·
Canada ·
Chili ·
China ·
Colombia ·
Congo-Kinshasa ·
Costa Rica ·
Curaçao ·
Ecuador ·
Egypte ·
El Salvador ·
Estland ·
Filipijnen ·
Finland ·
Georgië ·
Ghana ·
Grenada ·
Griekenland ·
Guatemala ·
Haïti ·
Honduras ·
Hongarije ·
Hongkong ·
Ierland ·
IJsland ·
India ·
Indonesië ·
Irak ·
Iran ·
Ivoorkust ·
Jamaica ·
Japan ·
Jemen ·
Jordanië ·
Kazachstan ·
Kenia ·
Kirgizië ·
Koeweit ·
Kroatië ·
Laos ·
Letland ·
Libanon ·
Libië ·
Liechtenstein ·
Luxemburg ·
Malediven ·
Maleisië ·
Mali ·
Malta ·
Marokko ·
Mauritius ·
Mexico ·
Moldavië ·
Myanmar ·
Nederland ·
Nieuw-Zeeland ·
Noord-Ierland ·
Noord-Korea ·
Noord-Macedonië ·
Noorwegen ·
Oezbekistan ·
Oman ·
Pakistan ·
Palestina ·
Panama ·
Paraguay ·
Peru ·
Portugal ·
Rusland ·
Saoedi-Arabië ·
Schotland ·
Senegal ·
Servië ·
Singapore ·
Slovenië ·
Soedan ·
Sri Lanka ·
Syrië ·
Tadzjikistan ·
Thailand ·
Tsjechië ·
Tunesië ·
Turkije · 
Turkmenistan ·
Verenigde Arabische Emiraten ·
Verenigde Staten ·
Vietnam ·
Wales ·
Zimbabwe ·
Zuid-Korea ·
Zweden ·
Zwitserland
Ecuador (2022) ·
Nederland (2022)
NZS · A-internationals · Bondscoaches · Selecties · Statistieken · Sloveens vrouwenelftal · Olympisch elftal · Slovenië U21 · Slovenië U20 · Slovenië U19 · Slovenië U18 · Slovenië U17 · Slovenië U16
1991 – 1999 ·
2000 – 2009 ·
2010 – 2019 ·
2020 − 2029
EK's: 1996 · 
2000 · 
2004 · 
2008 · 
2012 · 
2016 · 
2020 · 
2024
WK's: 1998 · 
2002 · 
2006 · 
2010 · 
2014 · 
2018 ·
2022
1991 · 
1992 · 
1993 · 
1994 · 
1995 · 
1996 · 
1997 · 
1998 · 
1999 · 
2000 · 
2001 · 
2002 · 
2003 · 
2004 · 
2005 · 
2006 · 
2007 · 
2008 · 
2009 · 
2010 · 
2011 · 
2012 · 
2013 · 
2014 · 
2015 · 
2016 · 
2017 · 
2018 ·
2019 ·
2020 ·
2021 ·
2022 ·
2023 ·
2024
Albanië ·
Algerije ·
Argentinië ·
Armenië ·
Australië ·
Azerbeidzjan ·
België ·
Bosnië en Herzegovina ·
Bulgarije ·
Canada ·
China ·
Colombia ·
Cyprus ·
Denemarken ·
Duitsland ·
Engeland ·
Estland ·
Faeröer ·
 Finland ·
Frankrijk ·
Georgië ·
Ghana ·
Gibraltar ·
Griekenland ·
Honduras ·
Hongarije ·
IJsland ·
Israël ·
Italië ·
Ivoorkust ·
Joegoslavië ·
Kazachstan ·
Kosovo ·
Kroatië ·
Letland ·
Litouwen ·
Luxemburg ·
Malta ·
Mexico ·
Moldavië ·
Montenegro ·
Nederland ·
Nieuw-Zeeland ·
Noord-Ierland ·
Noord-Macedonië ·
Noorwegen ·
Oekraïne ·
Oman ·
Oostenrijk ·
Paraguay ·
Polen ·
Portugal ·
Qatar ·
Roemenië ·
Rusland ·
San Marino ·
Saoedi-Arabië ·
Schotland ·
Servië ·
Servië en Montenegro ·
Slowakije ·
Spanje ·
Trinidad en Tobago ·
Tsjechië ·
Tunesië ·
Turkije · 
Uruguay ·
Verenigde Arabische Emiraten ·
Verenigde Staten ·
Wales ·
Wit-Rusland ·
Zuid-Afrika ·
Zweden ·
Zwitserland
Algerije (2010) · 
Engeland (2010) · 
Paraguay (2002) · 
Spanje (2002) · 
Verenigde Staten (2010) · 
Zuid-Afrika (2002)